# کلاه شنا

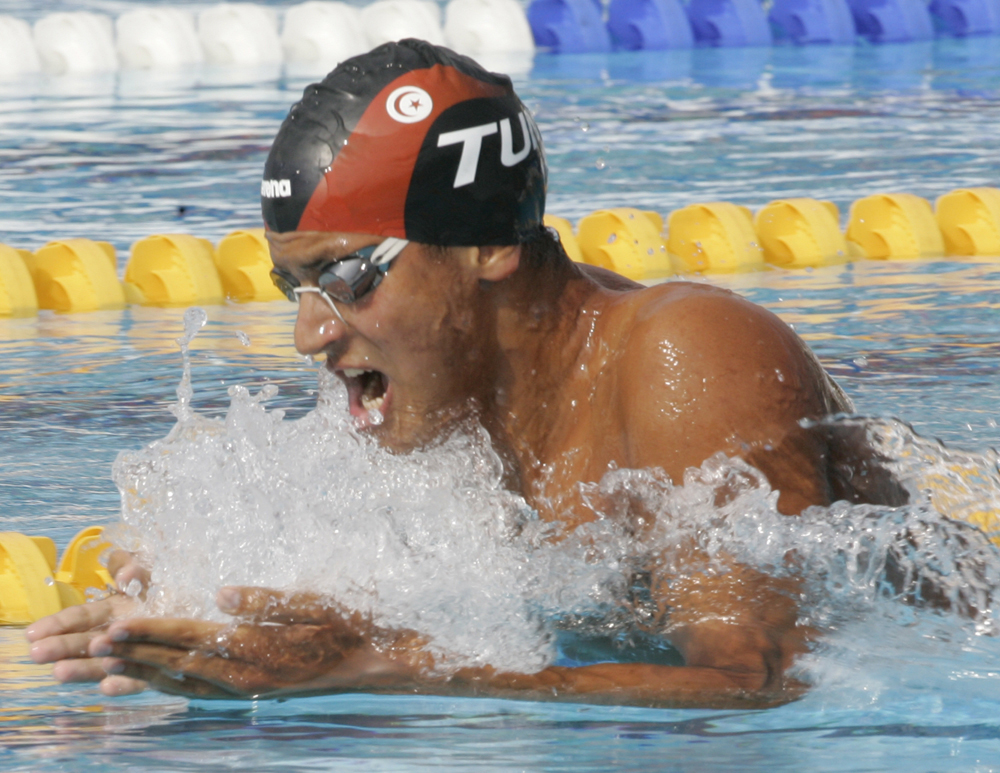
کلاه شنا به سبک رقابتی در حال استفاده است

کلاه شنا یا کلاه حمام، کلاهی چسبیده به پوست است که معمولاً از سیلیکون، لاتکس یا لیکرا ساخته می‌شود و توسط شناگران تفریحی و رقابتی روی سر قرار می‌گیرد.
کلاه شنا به دلایل مختلفی استفاده می‌شود: می‌توان آنها را برای دور نگه داشتن موها از صورت شناگر، کاهش کشش، محافظت از مو در برابر آسیب کلر یا آفتاب، خشک نگه داشتن مو، گرم نگه داشتن سر، یا (گاهی در ترکیب با گوش گیر) استفاده کرد. همچنین می‌توان از کلاه برای شناسایی سطح مهارت در کلاس‌های شنا استفاده کرد.
روندها و فناوری‌های جدید در کلاه‌های شنا:
در سال‌های اخیر، کلاه‌های شنا نیز شاهد نوآوری‌هایی در طراحی و مواد بوده‌اند. تولیدکنندگان به دنبال بهبود عملکرد، راحتی و دوام این محصولات هستند. برخی از این پیشرفت‌ها عبارتند از:
- مواد: استفاده از سیلیکون و نئوپرن برای افزایش دوام و مقاومت در برابر کلر و همچنین ارائه عایق حرارتی بهتر برای شنا در آب‌های سرد.
- طراحی: طراحی‌های سه بعدی که به خوبی با فرم سر منطبق می‌شوند و کمترین اصطکاک را در آب ایجاد می‌کنند. کلاه‌هایی با قابلیت محافظت از گوش و مناسب برای موهای بلند نیز در دسترس هستند.
- فناوری: استفاده از فناوری‌های پیشرفته در تولید کلاه‌های مسابقه‌ای برای کاهش مقاومت آب و افزایش سرعت شناگران حرفه‌ای. برخی از کلاه‌ها دارای تاییدیه فینا (FINA) برای استفاده در مسابقات رسمی هستند.

این پیشرفت‌ها نشان‌دهنده تلاش برای بهبود تجربه شنا و افزایش کارایی شناگران در سطوح مختلف است.

## تاریخچه

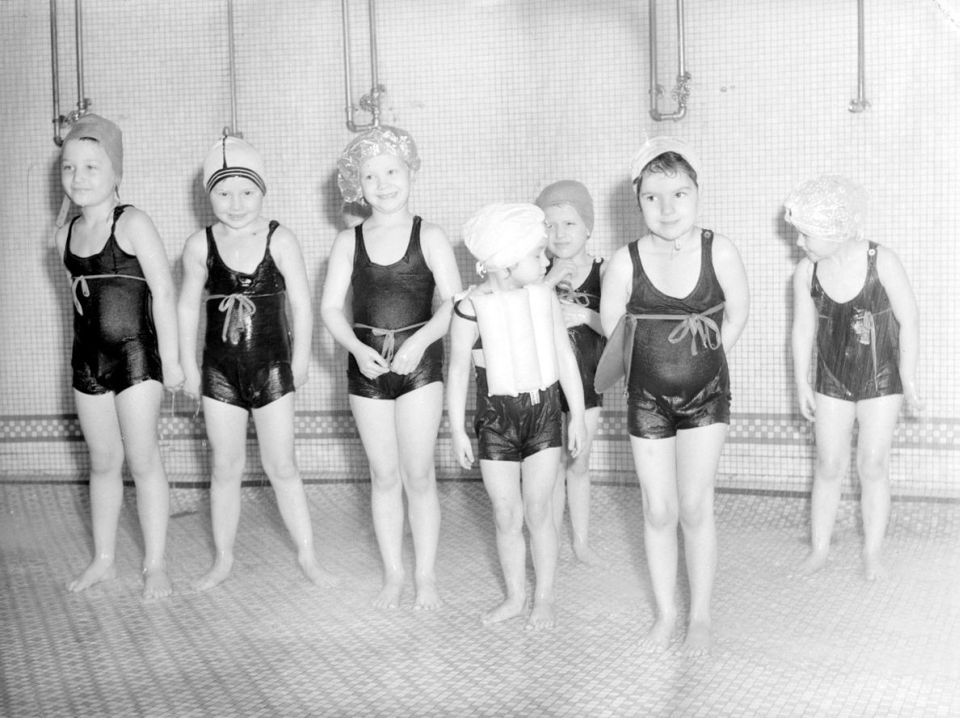
دختران جوان از مهدکودک مونترال با لباس شنا و کلاه شنا، ۱۹۴۳

کلاه شنا از پارچه لاستیکی در اوایل قرن بیستم ساخته می‌شد. در دهه ۱۹۲۰، آنها از لاتکس ساخته شدند. اولین کلاه‌های بند چانه به عنوان «کلاه‌های سبک هوانوردی» شناخته می‌شدند زیرا شبیه کلاه‌های چرمی بند دار در آگهی‌های روز بودند. در طول دهه ۱۹۴۰، کلاه شنا کمیاب شد زیرا لاستیک برای مواد جنگی مورد نیاز بود.
دستیابی به مدل موی موج دار دائمی زمان بر و گران بود، بنابراین بسیاری از زنان می‌خواستند از موهای خود هنگام شنا محافظت کنند. کلاه‌های تزئین شده در دهه ۱۹۵۰ مد شد. در دهه ۱۹۶۰، کلاه‌های شنای گلبرگ‌های رنگارنگ رایج شد. مدل موهای بلند مردانه در اواخر دهه ۱۹۶۰ و اوایل دهه ۱۹۷۰ باعث افزایش استفاده از کلاه شنا شد. پوشیدن کلاه شنا در طول دهه ۱۹۷۰ از مد افتاد.
اخیراً توکس احمد و مایکل چپمن کلاهی برای شنا درست کرده‌اند که به‌طور خاص برای موهای بافت یا اکستنشن مو و موهای حجیم طراحی شده‌است. نام آن را کلاه روح گذاشتند، اما در بازی‌های المپیک تابستانی ۲۰۲۰ به دلیل اندازه و پیکربندی آن ممنوع شد. در ۲ سپتامبر ۲۰۲۲، فینا استفاده از کلاه ویژه را برای تمام مسابقات آینده تأیید کرد.